# Shruti Haasan
Shruti Haasan (Chennai, 28 januari 1986) is een Indiaas actrice en zangeres die voornamelijk in de Telugu,-  Tamil,- en Hinditalige films speelt.

## Biografie
Als kind zong Haasan in films en verscheen in een gastrol in de door haar vader Kamal Haasan geregisseerde film Hey Ram (2000) voordat ze haar acteerdebuut als volwassene maakte in de Bollywood-film Luck (2009). Ze kreeg in 2011 erkenning met hoofdrollen in de Telugu-films Oh My Friend, Anaganaga O Dheerudu en de Tamil-film 7aum Arivu. Haar rollen in de laatste twee leverden haar de Filmfare Award op voor Beste Vrouwelijke Debuut – Zuid. Haasan bereikte de sterrenstatus in de Zuid-Indiase filmindustrie met Telugu-films als Gabbar Singh (2012), Balupu (2013), Yevadu, Race Gurram (2014), Srimanthudu (2015), Krack (2021) en Tamil-films Vedalam en Singam 3 (2017). Haasan's Hindi-filmrollen omvatten de veelgeprezen D-Day, Ramaiya Vastavaiya (2013), Gabbar Is Back en Welcome Back (2015).
Naast actrice is Haasan ook een gevestigde playbackzanger. Ze heeft nominaties ontvangen voor de Filmfare Award voor Beste Vrouwelijke playbackzanger – Tamil voor het zingen van "Kannazhaga Kaalazhaga" in 3 (2012) en "Yendi Yendi" in Puli (2015); en de Filmfare Award voor Beste Vrouwelijke playbacksinger – Telugu voor "Junction Lo" in Aagadu (2014). Haasan begon haar carrière als muziekregisseur met haar vaders productie Unnaipol Oruvan (2009) en heeft sindsdien haar eigen muziekband gevormd. Ze kreeg Beste Muziek Regisseur Award voor Unnaipol Oruvan bij de Edison Awards.
Haasans moeder is actrice Sarika, ook haar jongere zusje Akshara Haasan is actrice.

## Filmografie

### Films
| Jaar | Film                       | Rol                           | Taal          | Opmerking                |
| ---- | -------------------------- | ----------------------------- | ------------- | ------------------------ |
| 2000 | Hey Ram                    | dochter van Vallabhbhai Patel | Tamil / Hindi | als kind                 |
| 2009 | Luck                       | Ayesha/ Natasha               | Hindi         |                          |
| 2011 | Anaganaga O Dheerudu       | Priya                         | Telugu        |                          |
| 2011 | Dil Toh Baccha Hai Ji      | Nikki Narang                  | Hindi         |                          |
| 2011 | 7aum Arivu                 | Subha Srinivasan              | Tamil         |                          |
| 2011 | Oh My Friend               | Siri                          | Telugu        |                          |
| 2012 | 3                          | Janani                        | Tamil         |                          |
| 2012 | Gabbar Singh               | Bhagyalakshmi                 | Telugu        |                          |
| 2013 | Balupu                     | Shruti                        | Telugu        |                          |
| 2013 | Ramaiya Vastavaiya         | Sona                          | Hindi         |                          |
| 2013 | D-Day                      | Suraiya                       | Hindi         |                          |
| 2013 | Ramayya Vasthavayya        | Ammulu                        | Telugu        |                          |
| 2014 | Yevadu                     | Manju                         | Telugu        |                          |
| 2014 | Race Gurram                | Spandana                      | Telugu        |                          |
| 2014 | Aagadu                     |                               | Telugu        | in nummer "Junction Lo"  |
| 2014 | Poojai                     | Divya                         | Tamil         |                          |
| 2015 | Tevar                      |                               | Hindi         | in nummer "Madamiyan"    |
| 2015 | Gabbar Is Back             | Shruti                        | Hindi         |                          |
| 2015 | Srimanthudu                | Charuseela                    | Telugu        |                          |
| 2015 | Welcome Back               | Ranjana                       | Hindi         |                          |
| 2015 | Puli                       | Pavazhamalli                  | Tamil         |                          |
| 2015 | Vedalam                    | Swetha                        | Tamil         |                          |
| 2016 | Rocky Handsome             | Rukshida                      | Hindi         |                          |
| 2016 | Premam                     | Sithara                       | Telugu        |                          |
| 2017 | Singam 3                   | Vidhya                        | Tamil         |                          |
| 2017 | Katamarayudu               | Avanthika                     | Telugu        |                          |
| 2017 | Behen Hogi Teri            | Binny                         | Hindi         |                          |
| 2019 | Frozen II                  | Elsa                          | Tamil         | stemacteur, animatiefilm |
| 2020 | Yaara                      | Sukanya                       | Hindi         |                          |
| 2020 | Devi                       | Maya                          | Hindi         | korte film               |
| 2020 | Putham Pudhu Kaalai        | Ramya                         | Tamil         | verhaal Coffee, Anyone?  |
| 2021 | Krack                      | Kalyani                       | Telugu        |                          |
| 2021 | The Power                  | Pari                          | Hindi         |                          |
| 2021 | Pitta Kathalu              | Divya                         | Telugu        | verhaal xLife            |
| 2021 | Vakeel Saab                | vrouw van Satyadev            | Telugu        | gastoptreden             |
| 2021 | Laabam                     | Clara                         | Tamil         |                          |
| 2023 | Veera Simha Reddy          | Eesha                         | Telugu        |                          |
| 2023 | Waltair Veerayya           | Athidhi                       | Telugu        |                          |
| 2023 | The Eye                    | Diana                         | Engels        |                          |
| 2023 | Hi Nanna                   |                               | Telugu        | in nummer "Odiyamma"     |
| 2023 | Salaar: Part 1 – Ceasefire | Aadhya Krishnakanth           | Telugu        |                          |
| 2025 | Coolie                     | Preethi Rajasekar             | Tamil         |                          |

### Televisie en webseries
| Jaar | Programma/ Serie | Rol                          | Taal   | Platform           |
| ---- | ---------------- | ---------------------------- | ------ | ------------------ |
| 2018 | Hello Sago       | presentatrice                | Tamil  |                    |
| 2019 | Treadstone       | Nira Patel                   | Engels |                    |
| 2022 | Best Seller      | Meethu Mathur/ Adya Jaisingh | Hindi  | Amazon Prime Video |

## Discografie
| Jaar | Album                       | Nummer                            |
| ---- | --------------------------- | --------------------------------- |
| 1992 | Thevar Magan                | "Potri Paadadi Ponne"             |
| 1997 | Chachi 420                  | "Chupadi Chupadi Chaachi"         |
| 2000 | Hey Ram                     | "Ram Ram Hey Ram"                 |
| 2002 | En Mana Vaanil              | "Roattorap Paattuch Chaththam"    |
| 2008 | Vaaranam Aayiram            | "Adiye Kolluthe"                  |
| 2009 | Luck                        | "Aazma (Luck Is The Key)"         |
| 2009 | Unnaipol Oruvan             | "Allah Jaane"                     |
| 2009 | Unnaipol Oruvan             | "Unnaipol Oruvan"                 |
| 2009 | Unnaipol Oruvan             | "Vaanam Ellai"                    |
| 2009 | Eenadu                      | "Allah Jaane"                     |
| 2009 | Eenadu                      | "Eenadu"                          |
| 2009 | Eenadu                      | "Ningi Haddu"                     |
| 2010 | single                      | "Semmozhiyaana Thamizh Mozhiyaam" |
| 2010 | Prithvi (Kannada)           | "Nenapidu Nenapidu"               |
| 2010 | Hisss                       | "Beyond The Snake"                |
| 2011 | Udhayan                     | "Evan Ivan"                       |
| 2011 | 7aum Arivu                  | "Yellae Lama"                     |
| 2011 | Oh My Friend                | "Sri Chaitanya Junior College"    |
| 2011 | Muppozhudhum Un Karpanaigal | "Sokkupodi"                       |
| 2012 | 3                           | "Kannazhaga Kaalazhaga"           |
| 2012 | 3 (Hindi)                   | "Tan Ye Mera"                     |
| 2012 | 3 (Telugu)                  | "Kannulada"                       |
| 2013 | D-Day                       | "Alvida"                          |
| 2014 | Yennamo Yedho               | "Shut Up Your Mouth"              |
| 2014 | Race Gurram                 | "Down Down"                       |
| 2014 | Aagadu                      | "Junction Lo"                     |
| 2014 | Maan Karate                 | "Un Vizhigalil"                   |
| 2015 | Tevar                       | "Joganiyan"                       |
| 2015 | Shamitabh                   | "Stereophonic Sannata"            |
| 2015 | Puli'                       | "Yaendi Yaendi"                   |
| 2015 | Vedalam                     | "Don't You Mess With Me"          |
| 2016 | Idhu Namma Aalu             | "King Kong"                       |
| 2019 | LKG                         | "Dappava Kizhichaan"              |
| 2019 | Khamoshi                    | "Khamoshi titel nummer"           |
| 2019 | Kadaram Kondan              | "Kadaram Kondan"                  |
| 2021 | single                      | "Hum Hindustani"                  |